# 亞歷山大·埃斯魏因
亞歷山大·埃斯魏因（德語：Alexander Esswein；1990年3月25日—）是一位德國足球運動員，在場上的位置是前鋒。現在效力於德國足球乙級聯賽球隊桑德豪森。他也是德國U21國家隊的一員。